# Mutundigwe
Mutundigwe är ett vattendrag i Burundi.   Det ligger i provinsen Rutana, i den centrala delen av landet, 100 km sydost om huvudstaden Bujumbura.
I omgivningarna runt Mutundigwe växer huvudsakligen savannskog. Runt Mutundigwe är det ganska tätbefolkat, med 207 invånare per kvadratkilometer.